# Divisão social do trabalho

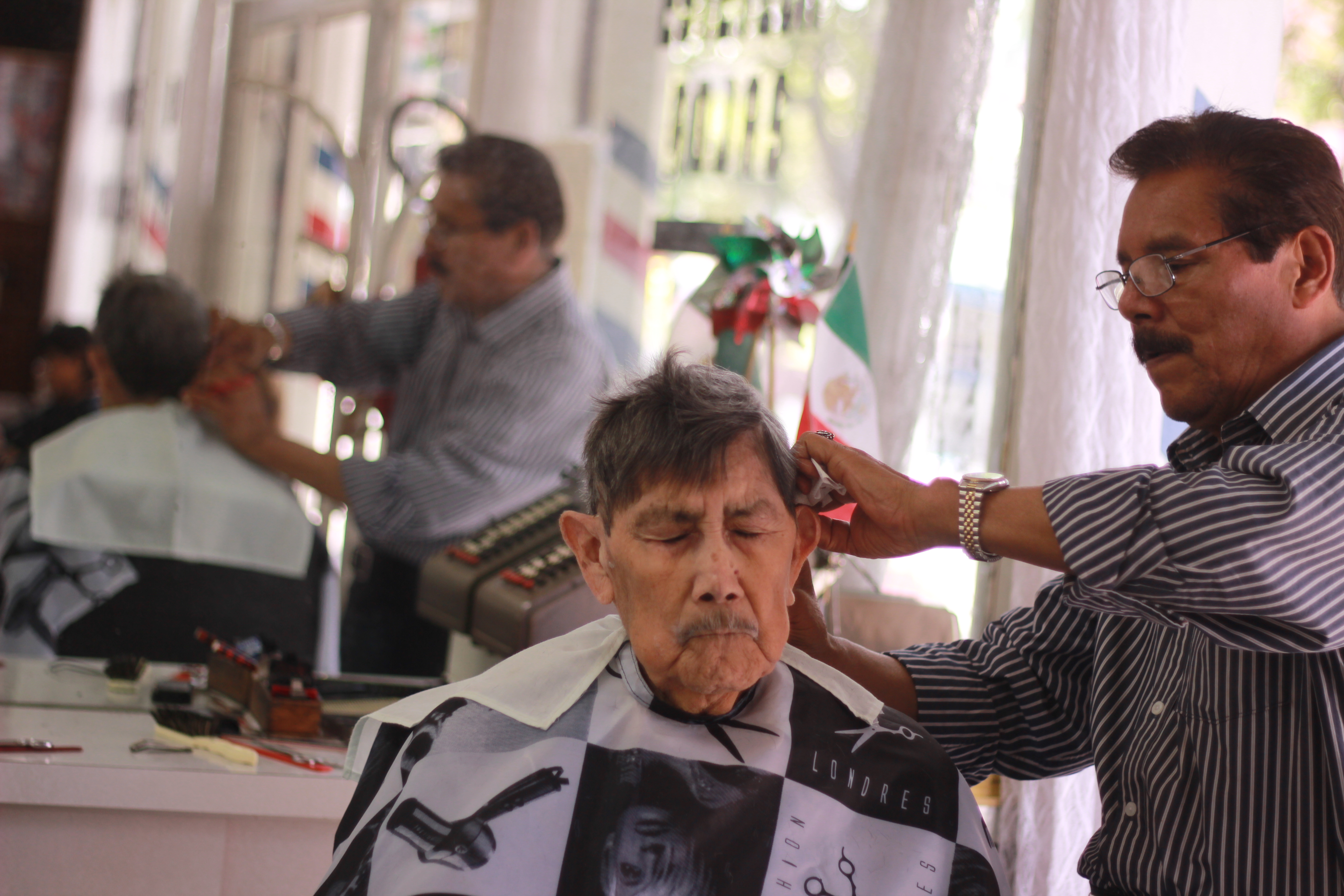
Um barbeiro atuando na Cidade do México. O barbeiro é um exemplo de profissão engendrada pela divisão social do trabalho.

A expressão divisão do trabalho é encontrada em estudos oriundos de diversas áreas do conhecimento, como a economia, a sociologia, a antropologia, a história, a saúde, a educação, dentre outras, e tem sido utilizada com diversas variações. Em termos genéricos, refere-se às diferentes formas que os seres humanos, ao viverem em sociedades históricas, produzem e reproduzem a vida.

## História
Com a divisão do trabalho, indivíduos especializados na produção de um produto passaram a comercializar seu produto final com o produto final feito por outros indivíduos. Isto se refere tanto ao comércio especializado dentro de uma comunidade, tais como o de alfaiates, ferreiros, agricultores etc., ou ao comércio de especializações de comunidades inteiras em contato uma com a outra, tais como o de uma comunidade que fabrica roupas, uma que faz ferramentas, e outra que produz comida, que trocam entre si. 

## Vantagens
A divisão social do trabalho aumenta a produtividade, porque os indivíduos podem produzir um determinado produto que tenha uma vantagem comparativa, e comercializar este produto com indivíduos que não podem produzi-lo eficientemente por produtos que eles precisam. A divisão social do trabalho cria mercado de produtos, comparando o custo e o tempo para fazer cada produto.

## Desvantagens
A divisão social do trabalho pode ser vantajosa; no entanto, a especialização em excesso pode ser prejudicial devido a três razões principais. 
1. Os trabalhadores individuais que se especializam em profissões altamente qualificadas estariam vulneráveis a uma reorganização econômica associada com produtos cíclicos voláteis e o desenvolvimento de novas indústrias.
2. Outro fator em que a especialização excessiva poderia ser prejudicial é que o indivíduo se torna alienado em relação à produção, não sabe o que produziu e não tem noção da importância do mesmo.
3. A última razão seria que muitas pessoas não têm oportunidade de exercer o trabalho que desejam, por este estar em um alto nível da hierarquia.